# Bob Odenkirk
Robert John "Bob" Odenkirk (Berwyn, 22 de outubro de 1962) é um ator, comediante, roteirista, diretor e produtor norte-americano, mais conhecido por interpretar o advogado trambiqueiro Saul Goodman (James Morgan McGill) na premiada série Breaking Bad e em seu spin-off Better Call Saul. Junto com o comediante e roteirista David Cross, Odenkirk criou e estrelou o programa Mr. Show with Bob and David na HBO.
No final da década de 1980 para o início de 1990, Odenkirk trabalhou como roteirista para os programas Saturday Night Live, Late Night with Conan O'Brien, Get a Life, The Ben Stiller Show e The Dennis Miller Show. Na metade dos anos 1990, ele e David Cross criaram o programa Mr. Show with Bob and David, que teve quatro temporadas, e foi revivida em 2015 com um novo nome, W/ Bob & David. Ele já dirigiu três filmes, Melvin Goes to Dinner (2003), Let's Go to Prison (2006) e The Brothers Solomon (2007). Em 2018, emprestou sua voz para o filme Os Incríveis 2, fazendo Winston Deavor.

## Início da vida
Odenkirk nasceu em Berwyn (Illinois) e cresceu perto de Naperville. É um dos sete filhos de Walter, que trabalhava com impressões, e Barbara Odenkirk, Católicos romanos de origem alemã e irlandesa. Seus pais se divorciaram devido ao alcoolismo de Walter Odenkirk, o que influenciou na decisão de Bob de se tornar abstemio. Ele disse que cresceu odiando Naperville porque "aquilo parecia um beco sem saída, tipo uma Nowheresville[...]". Walter Odenkirk morreria de câncer nos ossos em 1995. Seu irmão mais novo, Bill Odenkirk, também ingressou na carreira artística, atuando como roteirista de séries como Os Simpsons e Futurama.

## Carreira

### Televisão

#### Saturday Night Live: 1987-1991
Em 1987, os produtores do Saturday Night Live contrataram Odenkirk como roteirista, cargo que ocuparia até 1991. Ele trabalhou ao lado de Robert Smigel e Conan O'Brien em vários esboços que eles criaram, mas nunca teve certeza se seus próprios roteiros eram apropriados para o programa. Ele teve vários papéis menores no SNL; a de maior destaque foi em 1991, em uma paródia comercial da Bad Idea Jeans. Em 1991, trabalhou ao lado de Adam Sandler, David Spade, Chris Rock e Chris Farley, mas decidiu deixar o programa para se dedicar integralmente à atuação. Odenkirk reconheceu que no SNL aprendeu muito sobre como escrever roteiros para esquetes, especialmente com James Downey, Al Franken e seus amigos Smigel e O'Brien.
Nas férias de verão de 1988 do Saturday Night Live, Odenkirk voltou a Chicago ao lado de Smigel e O'Brien para apresentar uma peça de teatro, intitulada Happy Happy Good Show. No verão seguinte, ele foi a atração principal de um programa solo, o Show-Acting Guy, dirigido por Tom Gianas. Durante suas últimas férias de verão, ele escreveu e atuou em Flag Burning Permitted in Lobby Only, a peça principal de The Second City. O personagem "Matt Foley, palestrante motivacional", que mais tarde apareceria no SNL como Chris Farley, foi criado para esta peça.

#### Vários trabalhos como ator e roteirista: 1991-1994
Em 1991 , Odenkirk foi contratado como roteirista do programa Get a Life, criado por Chris Elliott, conhecido por seu trabalho em Late Night with David Letterman; Pouco tempo depois, ele também se tornaria parte da equipe de roteiristas de The Dennis Miller Show.
Sua amizade com Ben Stiller, com quem dividiu um escritório no SNL, o levou a se juntar ao elenco de The Ben Stiller Show em 1992. Lá, ele trabalhou como roteirista e ator, criando e estrelando a esquete "Manson Lassie", que mais tarde ganharia um Prêmio Emmy de Melhor Roteiro. No entanto, o programa já havia sido cancelado no momento da cerimônia de premiação. Odenkirk foi um dos escritores de Late Night with Conan O'Brien, da NBC durante as temporadas de 1993 e 1994. No programa de Ben Stiller ele conheceu David Cross, com quem se juntou pouco tempo depois para fazer programas de esquetes ao vivo, que acabou se tornando Mr. Show with Bob and David. Em 1993, Odenkirk conseguiu o papel do agente de Larry Sanders, Stevie Grant, no The Larry Sanders Show, que ele dirigiria até 1998. Também em 1993, ele teve pequenos papéis em Roseanne e em The Jackie Thomas Show, de Tom Arnold.

#### Mr. Show: 1995-1998
Mr. Show, criado por Odenkirk e David Cross, consistia em trinta e três episódios transmitidos ao longo de quatro temporadas na HBO, onde 75% dos lucros da primeira temporada foram doados para uma casa de repouso na comunidade de Odenkirk. Vários comediantes que estavam apenas começando suas carreiras participaram da série, como Sarah Silverman, Jack Black, Tom Kenny, Mary Lynn Rajskub, Brian Posehn e Scott Aukerman. Embora tenha recebido inúmeras indicações ao Emmy Award e tenha sido bem recebida pela crítica, a série nunca conseguiu se firmar como uma das mais assistidas. Depois de Mr. Show, Odenkirk, Cross e o resto dos escritores criaram o roteiro do filme Run, Ronnie, Run!, uma extensão de um esboço da primeira temporada. No entanto, o estúdio retirou a dupla principal da produção durante a fase de edição, portanto, eles não se responsabilizaram pelo produto final.

#### Breaking Bad: 2009 - 2013

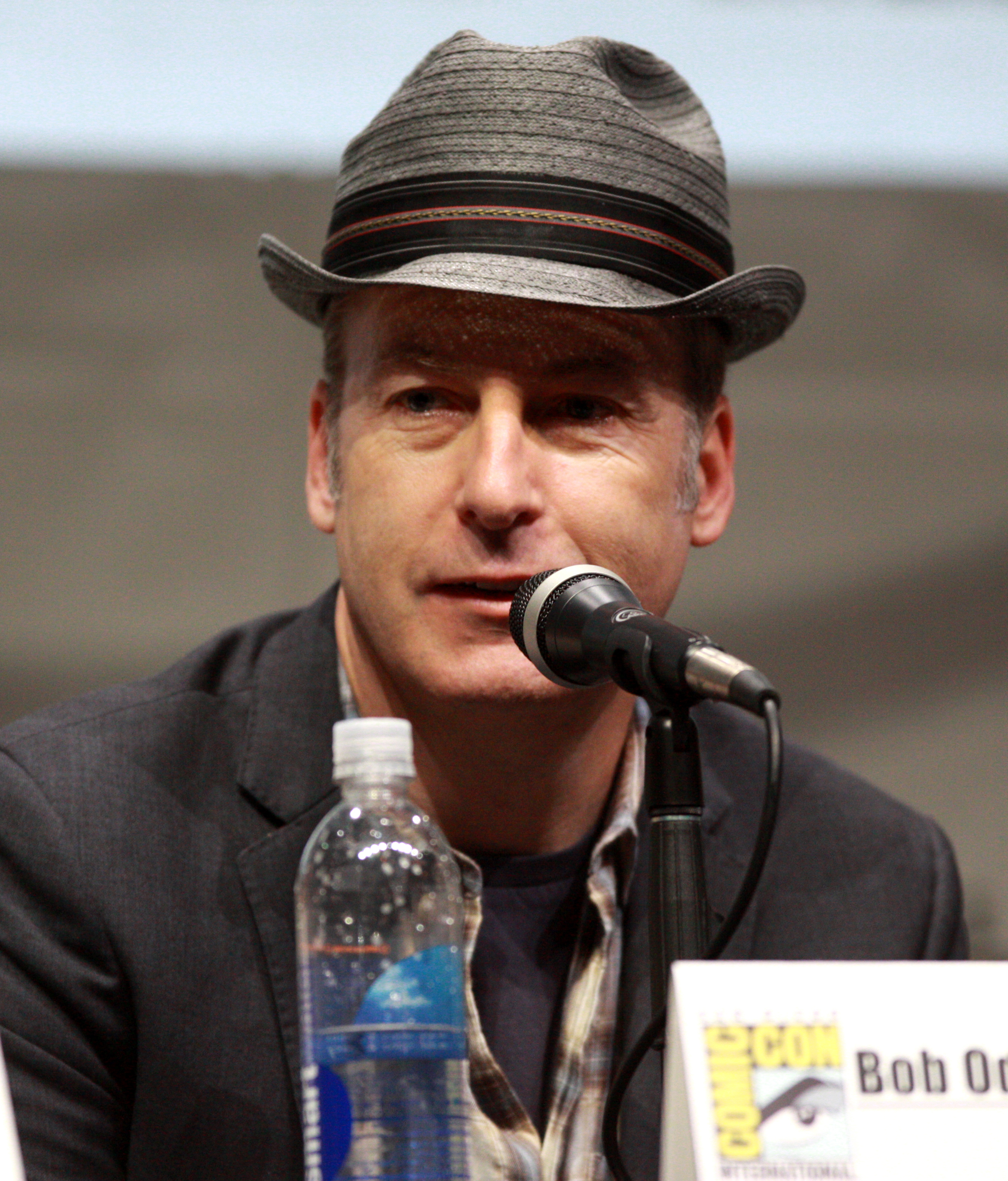
Odenkirk na Comic-Con de San Diego em 2013.

Em 2009, Odenkirk se juntou ao elenco de Breaking Bad da AMC como o advogado desonesto Saul Goodman. O escritor Peter Gould, assim como vários outros, foram rapidamente atraídos para Odenkirk para este papel com base em suas performances no Mr Show. O papel de Goodman pretendia apenas preencher uma vaga de convidado de três episódios na segunda temporada, mas a atuação de Odenkirk agradou muito a Peter Gould e Vince Gilligan, que deram para o personagem uma participação contínua. Odenkirk tornou-se regular na série como Goodman da terceira à quinta e última temporada da série.
Depois de estrelar Breaking Bad, Odenkirk começou a ter papéis mais proeminentes em filmes de sucesso crítico, incluindo Os Incríveis 2, Adoráveis Mulheres, Artista do Desastre, The Spectacular Now, que recebeu o Prêmio Especial do Júri por Performance no Festival de Cinema de Sundance de 2013, Nebraska, dirigido por Alexander Payne, indicado ao Oscar 2014 em 6 Categorias e The Post, dirigido por Steven Spielberg e estrelado por Tom Hanks e Meryl Streep, que foi indicado ao Oscar 2018.

#### Better Call Saul: 2015 - 2022

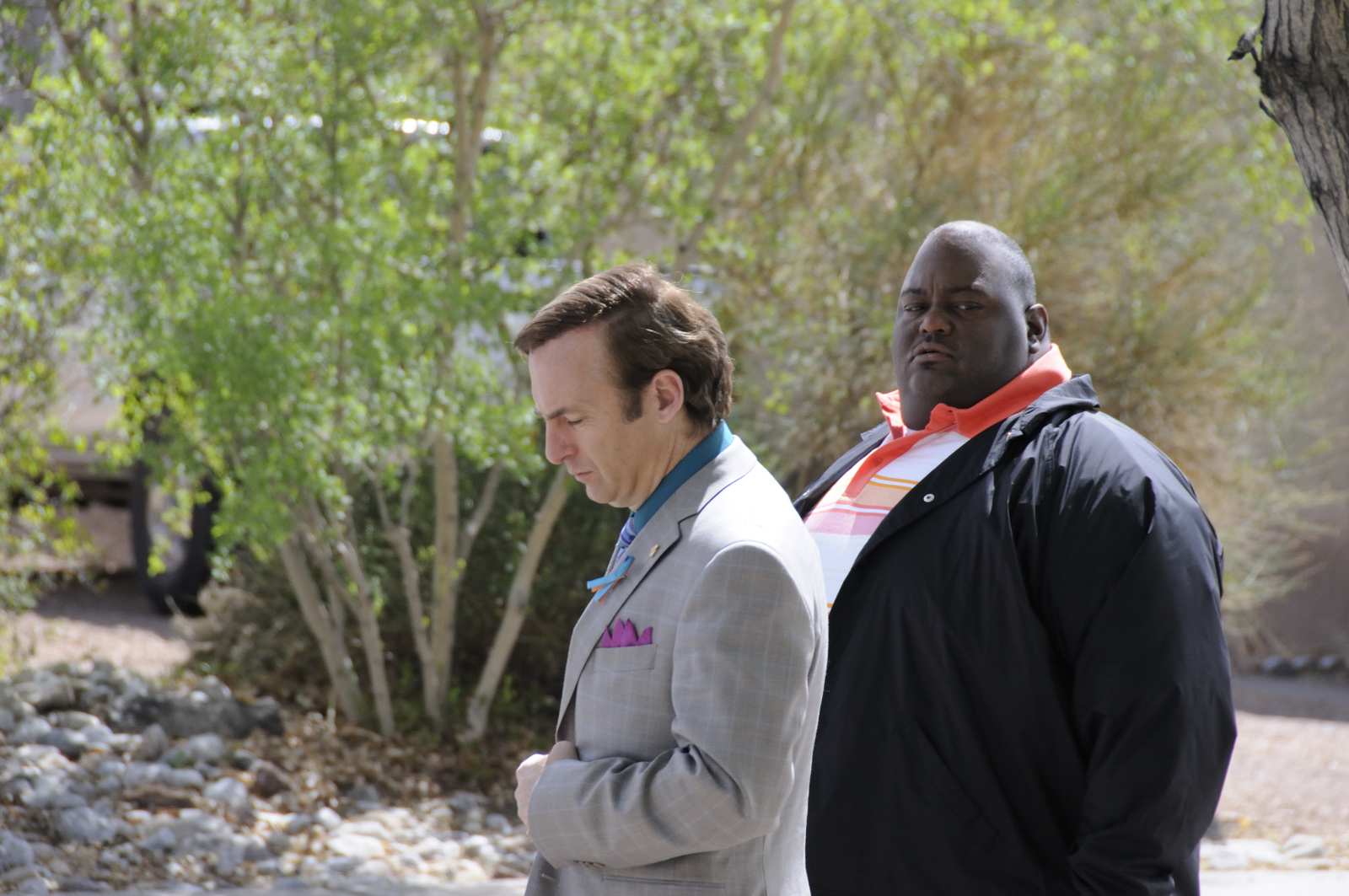
Odenkirk (à esquerda) e Lavell Crawford como "Saul Goodman" e "Huell Babineaux" durante as filmagens da quarta temporada de "Breaking Bad".

Bob Odenkirk voltou a interpretar Saul Goodman, mas dessa vez como protagonista da série Better Call Saul, uma História derivada de Breaking Bad. A história se passa principalmente em 2002, seis anos antes da estreia do personagem em Breaking Bad, a série segue a jornada do advogado Saul Goodman desde suas origens como advogado de defesa nomeado pelo tribunal até seu status final como advogado de defesa criminal bem-sucedido, embora sem escrúpulos. Ele também é creditado como produtor da série. A sexta e última temporada da série, que começou a ser produzida em fevereiro de 2020, adiada devido ao COVID-19, começou a ser exibida em 18 de abril de 2022. Odenkirk recebeu sua estrela na Calçada da Fama de Hollywood em 18 de abril de 2022, data da estreia da temporada final de Better Call Saul. A estrela de Odenkirk foi colocada ao lado da estrela de sua co-estrela de Breaking Bad, Bryan Cranston.

#### Novos projetos: 2023 - Atualmente
Em março de 2023, Bob Odenkirk estreou como protagonista na série de comédia Lucky Hank da AMC, onde interpreta um professor profundamente insatisfeito com o rumo de sua vida. A série tem como co-showrunners e produtores executivos Paul Lieberstein e Aaron Zelman. Além disso, Bob Odenkirk foi anunciado como protagonista de um remake do filme The Room, lançado em 2003. No mesmo ano, ele também se juntou ao elenco de The Bear.

## Filmografia

### Cinema
| Ano  | Titulo                              | Papel                                  | Notas                                                         |
| ---- | ----------------------------------- | -------------------------------------- | ------------------------------------------------------------- |
| 1993 | Quanto Mais Idiota Melhor 2         | Robert Smigel                          |                                                               |
| 1994 | Memória Curta                       | Policial                               |                                                               |
| 1996 | Feito Cães e Gatos                  | Homem da livraria                      |                                                               |
| 1996 | O Pentelho                          | Pete Kovacs                            |                                                               |
| 1996 | Waiting for Guffman                 | Caped Man na audição                   | Cena Deletada                                                 |
| 1997 | Hacks                               | Cellmate                               |                                                               |
| 1999 | Can't Stop Dancing                  | Simpson                                |                                                               |
| 2000 | The Independent                     | Figurante                              |                                                               |
| 2001 | Dr. Dolittle 2                      | Grupo Animal #4 Animal da Floresta/Cão | Voz                                                           |
| 2001 | Monkeybone                          | Head Surgeon                           |                                                               |
| 2002 | Run Ronnie Run!                     | Terry Twillstein                       | Também Escritor                                               |
| 2003 | Melvin Goes to Dinner               | Keith                                  | Também Diretor                                                |
| 2004 | My Big Fat Independent Movie        | Steve                                  |                                                               |
| 2005 | Sarah Silverman: Jesus Is Magic     | Manager                                |                                                               |
| 2005 | Cake Boy                            | Darnell Hawk                           |                                                               |
| 2006 | Danny Roane: First Time Director    | Pete Kesselmen                         |                                                               |
| 2006 | Relative Strangers                  | Mitch Clayton                          |                                                               |
| 2006 | Bem-vindo à Prisão                  | Duane                                  | Também Diretor                                                |
| 2007 | The Brothers Solomon                | Jim Treacher                           | Também Diretor                                                |
| 2007 | Super High Me                       | Bob                                    |                                                               |
| 2009 | Operação Fim de Jogo                | Emperor                                |                                                               |
| 2010 | Blood Into Wine                     | French Winemaker                       |                                                               |
| 2011 | Son of Morning                      | Fred Charles                           |                                                               |
| 2011 | Uma Noite Mais que Louca            | Mike                                   |                                                               |
| 2012 | Tim and Eric's Billion Dollar Movie | Schlaaang Announcer                    |                                                               |
| 2012 | The Giant Mechanical Man            | Mark                                   |                                                               |
| 2013 | Amigas Inseparáveis                 | Pageant MC                             |                                                               |
| 2013 | Dealin' with Idiots                 | Coach Jimbo                            |                                                               |
| 2013 | O Maravilhoso Agora                 | Dan                                    |                                                               |
| 2013 | Para Maiores                        | P.I.                                   | Também diretor não creditado Segmento: "Encontre nossa filha" |
| 2013 | Nebraska                            | Ross Grant                             |                                                               |
| 2014 | Boulevard                           | Winston                                |                                                               |
| 2015 | I Am Chris Farley                   | Ele Mesmo                              | Documentário                                                  |
| 2015 | Hell and Back                       | Satanás                                | Voz                                                           |
| 2015 | Guerra dos Monstros                 | Shooter Parker                         |                                                               |
| 2017 | Girlfriend's Day                    | Ray Wentworth                          | Também escritor e produtor                                    |
| 2017 | Artista do Desastre                 | Professor Stanislavski                 | Cameo                                                         |
| 2017 | The Post                            | Ben Bagdikian                          |                                                               |
| 2018 | Os Incríveis 2                      | Winston Deavor                         | Voz                                                           |
| 2019 | Casal Improvável                    | Presidente Chambers                    |                                                               |
| 2019 | Meu Nome É Dolemite                 | Lawrence Woolner                       | Não creditado                                                 |
| 2019 | Adoráveis Mulheres                  | Padre Roberto March                    |                                                               |
| 2021 | Anônimo                             | Hutch Mansell                          | Também produtor                                               |
| 2021 | Halloween Kills: O Terror Continua  | Bob Simms                              | Somente fotografia                                            |
| 2022 | Worlds Apart                        | Jonathan Wigglesworth                  |                                                               |
| 2022 | The People's Joker                  | Bob the Goon                           |                                                               |
| 2023 | The Room Remake                     | Johnny                                 | Em produção                                                   |

### Televisão
| Ano             | Titulo                                     | Papel                                      | Notas                                                                             |
| --------------- | ------------------------------------------ | ------------------------------------------ | --------------------------------------------------------------------------------- |
| 1987–1991       | Saturday Night Live                        | Vários Personagens                         | 13 episódios; Também Escritor                                                     |
| 1991–1992       | Get a Life                                 | —                                          | Escritor                                                                          |
| 1992            | The Dennis Miller Show                     | —                                          | Escritor                                                                          |
| 1992            | The Ben Stiller Show                       | Vários Personagens                         | 13 episódios; Também Escritor                                                     |
| 1993            | The Jackie Thomas Show                     | Elmer                                      | Episódio: "Aloha, Io-wahu"                                                        |
| 1993            | Roseanne                                   | Jim                                        | Episódio: "Tooth or Consequences"                                                 |
| 1993–1998       | The Larry Sanders Show                     | Steve Grant                                | 11 episódios                                                                      |
| 1993–1994       | Late Night with Conan O'Brien              | —                                          | Escritor                                                                          |
| 1994            | Tom                                        | David                                      | Episódio: "The Bad Seed"                                                          |
| 1994            | Life on Mars                               | Bob                                        | Piloto; também escritor e criador                                                 |
| 1995–1998       | Mr. Show with Bob and David                | Vários personagens                         | 30 episódios; também co-criador, escritor e produtor executivo                    |
| 1996            | Dr. Katz, Terapeuta Profissional           | Bob                                        | Voz; Episódio: "Fructose"                                                         |
| 1996            | Seinfeld                                   | Ben                                        | Episódio: "The Abstinence"                                                        |
| 1996            | The Dana Carvey Show                       | —                                          | Escritor                                                                          |
| 1997–1998       | NewsRadio                                  | Dr. Smith / Bob                            | 2 episódios                                                                       |
| 1997, 2001      | Everybody Loves Raymond                    | Scott Preman                               | 2 episódios                                                                       |
| 1997–2000       | Tenacious D                                | —                                          | Co-criador, escritor e produtor executivo                                         |
| 1997            | Space Ghost Coast to Coast                 | Ele mesmo                                  | Episódio: "Gallagher"                                                             |
| 1999            | Just Shoot Me!                             | Barry                                      | Episódio: "The Odd Couple: Part 1"                                                |
| 1999            | Uma Família de Outro Mundo                 | Gary Parkinson                             | Episódio: "The Fifth Solomon"                                                     |
| 2000            | Curb Your Enthusiasm                       | Gil                                        | Episódio: "Porno Gil"                                                             |
| 2000            | The Near Future                            | —                                          | Piloto; co-criador, diretor, escritor e produtor executivo                        |
| 2001            | Ed                                         | Rev. Richie Porter                         | Episódio: "Valentine's Day"                                                       |
| 2001            | The Andy Dick Show                         | Chuck Charles                              | Episódio: "Standards and Practices"                                               |
| 2002            | Next!                                      | Vários Personagens                         | Piloto; também co-criador, escritor e produtor executivo                          |
| 2003            | Highway to Oblivion                        | —                                          | Piloto; diretor                                                                   |
| 2003            | Less than Perfect                          | Colin Hunter                               | Episódio: "The New Guy"                                                           |
| 2003            | Futurama                                   | Chaz                                       | Voz; Episódio: "The Why of Fry"                                                   |
| 2003            | The Big Wide World of Carl Laemke          | Carl Laemke                                | Piloto; também criador, escritor e produtor executivo                             |
| 2003            | Slice o' Life                              | (Personagem Desconhecido)                  | Piloto                                                                            |
| 2003            | Arrested Development                       | Dr. Phil Gunty                             | Episódio: "Visiting Ours"                                                         |
| 2004            | Joey                                       | Brian Michael David Scott                  | Episódio: "Joey and the Nemesis"                                                  |
| 2004            | Aqua Teen: O Esquadrão Força Total         | Bean Wizard                                | Voz; Episódio: "Hypno-Germ"                                                       |
| 2004–2006       | Tom Goes to the Mayor                      | Vários personagens                         | 21 episódios; também escritor e produtor executivo                                |
| 2005            | Crank Yankers                              | Droopy                                     | Voz; Episódio: "#3.14"                                                            |
| 2006            | Freak Show                                 | Meio velho Meio jovem / Senador Tinkerbell | Voz; 2 episódios                                                                  |
| 2007–2010       | Tim and Eric Awesome Show, Great Job!      | Vários Personagens                         | 25 episódios; também consultor criativo                                           |
| 2007            | The Sarah Silverman Program                | Mister Wadsworth                           | Episódio: "Maid to Border"                                                        |
| 2007            | Derek & Simon                              | Vance Hammersly                            | 3 episódios; também co-criador, escritor, diretor e produtor executivo            |
| 2008–2012       | How I Met Your Mother                      | Arthur Hobbs                               | 8 episódios                                                                       |
| 2008            | Weeds                                      | Barry                                      | Episódio: "Head Cheese"                                                           |
| 2008            | Mike Birbiglia's Secret Public Journal     | Donnie                                     | Especial de Televisão                                                             |
| 2008            | David's Situation                          | —                                          | Piloto; co-criador, diretor, escritor e produtor executivo                        |
| 2009–2013       | Breaking Bad                               | Saul Goodman                               |                                                                                   |
| 2009            | American Dad!                              | Third Worker / Apresentador de TV          | Voz; 2 episódio                                                                   |
| 2009            | The Goode Family                           | Brian Kennedy                              | Voz; Episódio: "Pleatherheads"                                                    |
| 2009            | Rotas, Mapas e Dentes                      | Vince the Circus Owner                     | Voz; Episódio: "O show mais grosseiro da Terra"                                   |
| 2009            | Rules of Engagement                        | Mike                                       | Episódio: "Russell's Secret"                                                      |
| 2010            | The Life and Times of Tim                  | O interventor / atendente de banheiro      | Voz; 2 episódios                                                                  |
| 2010            | Check It Out! with Dr. Steve Brule         | —                                          | Consultor Criativo                                                                |
| 2010            | Entourage: Fama e Amizade                  | Ken Austin                                 | 3 episódios                                                                       |
| 2010            | Team Spitz                                 | Diretor Kersey                             | Piloto                                                                            |
| 2010            | Funny or Die Presents                      | Scott & Behr                               | Episódio: "112"                                                                   |
| 2011            | Let's Do This!                             | Cal                                        | Piloto; também criador, diretor, escritor e produtor executivo                    |
| 2011            | Jon Benjamin Has a Van                     | Rev. Rocco Janson                          | Episódio: "Smoking"                                                               |
| 2012            | NTSF:SD:SUV::                              | Aaron Sampson                              | Episódio: "Robot Town"                                                            |
| 2012            | Bob's Burgers                              | Chase                                      | Voz; Episódio: "Tina-Rannosaurus Wrecks"                                          |
| 2012            | The League                                 | Miles Miller                               | Episódio: "A Krampus Carol"                                                       |
| 2012–2016       | Comedy Bang! Bang!                         | Vários personagens                         | 6 episódios                                                                       |
| 2013            | The Office                                 | Mark Franks                                | Episódio: "Moving On"                                                             |
| 2013–2018       | Drunk History                              | Vários Personagens                         | 4 episódios                                                                       |
| 2013            | Ghost Ghirls                               | Frank van Stetten                          | Episódio: "Ghost Writer"                                                          |
| 2013            | Late Night with Jimmy Fallon               | Saul Goodman                               | Episódio: "5.191"                                                                 |
| 2013–2014       | The Birthday Boys                          | Vários personagens                         | 11 episódios; também diretor, escritor e produtor executivo                       |
| 2014            | Fargo                                      | Chief Bill Oswalt                          | 9 episódios                                                                       |
| 2014            | TripTank                                   | Hot Sauce Worker                           | Voz; Episódio: "Crossing the Line"                                                |
| 2014            | Tim & Eric's Bedtime Stories               | Dr. Stork                                  | Episódio: "Toes"                                                                  |
| 2015–2022       | Better Call Saul                           | Saul Goodman                               | Protagonista Também Produtor 63 episódios                                         |
| 2015            | W/ Bob & David                             | Vários personagens                         | 4 episódios; também co-criador, escritor e produtor executivo                     |
| 2017            | Nobodies                                   | Ele mesmo                                  | Episódio: "Not the Emmys"                                                         |
| 2017–2018, 2021 | No Activity                                | Greg                                       | 5 episódios                                                                       |
| 2019–2022       | Undone                                     | Jacob Winograd                             | 16 episódios; também produtor                                                     |
| 2019            | Os Simpsons                                | Mob Lawyer                                 | Voz; Episódio: "The Fat Blue Line"                                                |
| 2019            | The Kominsky Method                        | Dr. Shenckman                              | Episódio: "Chapter 13. A Shenckman Equivocates"                                   |
| 2020            | Corporate                                  | Black Dog                                  | Voz; Episódio: "Black Dog"                                                        |
| 2021            | Mom                                        | Hank                                       | Episódio: "Tiny Dancer and an Impromptu Picnic"                                   |
| 2021            | I Think You Should Leave with Tim Robinson | Homem na lanchonete                        | Episódio: "They have a cake shop there Susan where the cakes just look stunning." |
| 2021–2022       | Chicago Party Aunt                         | Feather                                    | Voz; 12 episódios                                                                 |
| 2023            | Lucky Hank                                 | William Henry "Hank" Devereaux, Jr.        |                                                                                   |
| 2023            | The Bear                                   | Tio Lee                                    | Episódio: "Fishes"                                                                |

## Video games
| Ano  | Titulo               | Papel                | Notas |
| ---- | -------------------- | -------------------- | ----- |
| 2018 | Lego The Incredibles | Winston Deavor (voz) |       |